# Photokina
«Photokina» (МФА: [fotokena], произносится [фотоки́на]) — крупнейшая в мире промышленная выставка в области фотоиндустрии. Проводится раз в два года в немецком городе Кёльне в комплексе «Кёльн Мессе» (Кёльнская торговая ярмарка), входящем в пятёрку крупнейших мировых выставочных центров. Цель проведения Photokina — демонстрация мировых достижений в области фото- видеотехники и обработки изображений. Photokina является важным отраслевым мероприятием, значительное место в программе выставки занимают лекции и презентации новых моделей техники.

## История

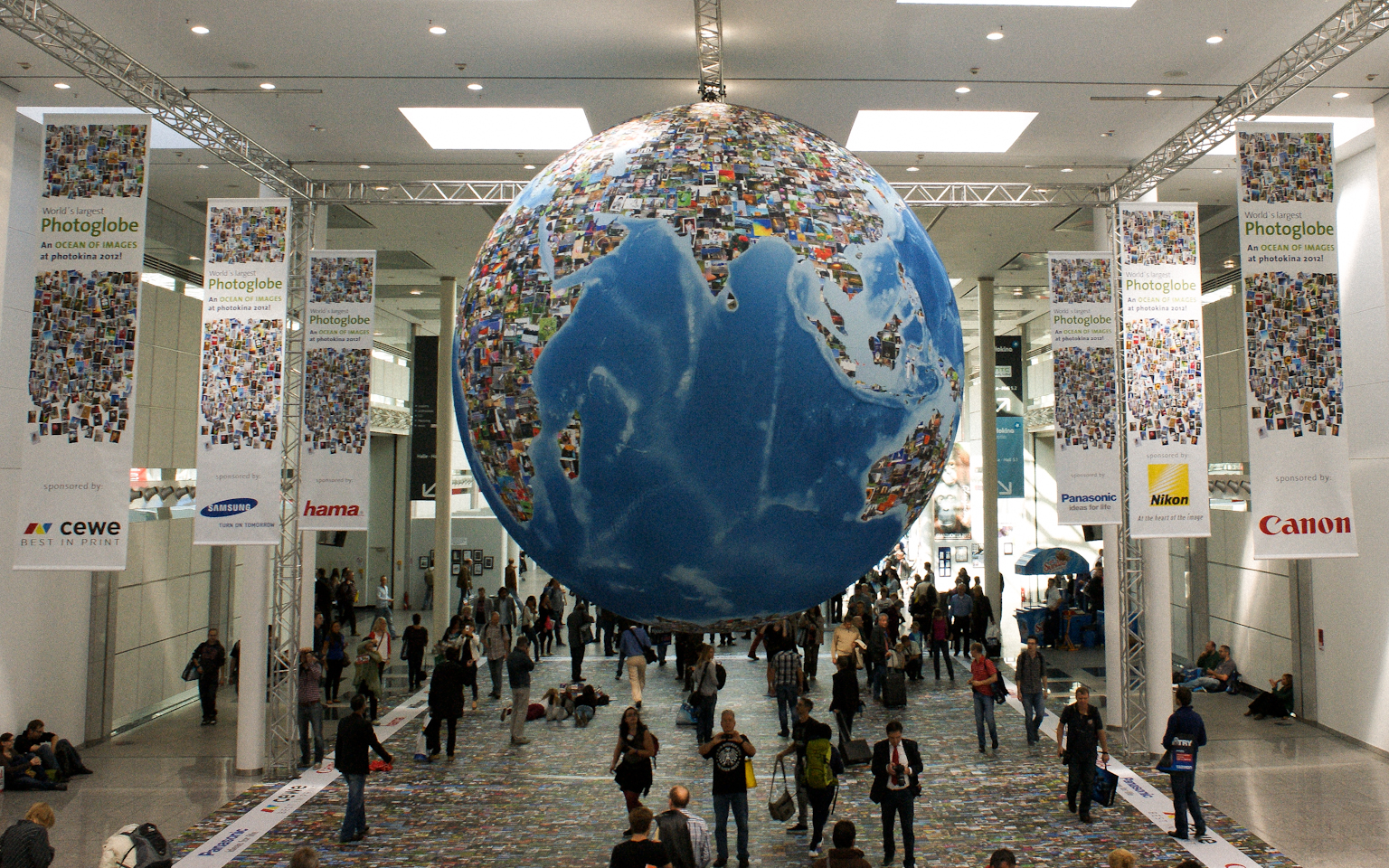
Главный холл Photokina 2012

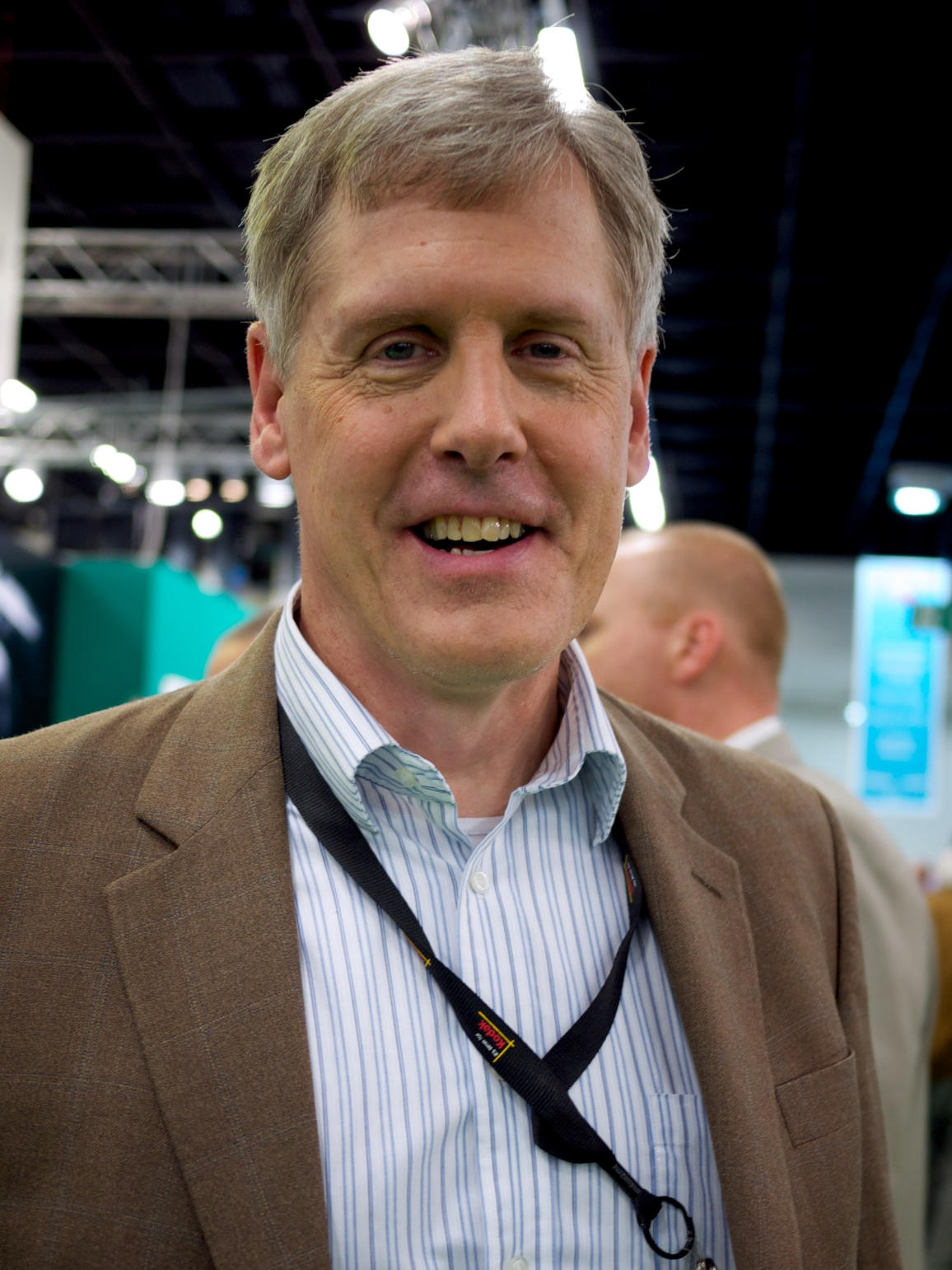
Изобретатель цифрового фотоаппарата :en:Steven Sasson на Photokina 2010

- 1950: Первая Photokina прошла в 1950 году, инициатором проведения выставки был директор бельгийской компании Agfa-Gevaert Бруно Уль (de:Bruno Uhl)
- 1954: Представлена камера Kodak Retina IIIc с экспонометром
- 1956: Выставка была открыта телеграммой президента США Дуайта Эйзенхауэра
- 1964: Представлен формат плёнки «8 Супер»
- 1966: Представлена камера Minolta SR-T 101 с системой замера освещённости за объективом при полностью открытой диафрагме
- 1972: Представлена Плёнка типа 110, упакованная в двухкатушечный картридж, вмещающий 24 кадра
- 1974: Представлена первая среднеформатная камера с электронным управлением Rolleiflex SLX
- 1976: Представлен первый фотоаппарат с моментальной печатью фотографии
- 1982: Представлен байонет Arri PL

1982: Kodak представила дисковую фотоплёнку
- 1992: Kodak представила Kodak Photo CD — систему перевода в цифровую форму и хранения фотографий на компакт-диске
- 2000: Представлено программное обеспечение для сшивания панорам[4]
- 2002: Представлена первая камера стандарта 4/3 Olympus E-1
- 2004: Представлена Konica Minolta Dynax 7D[5]

2004: Представлено семейство камер Leica R
- 2008: Представлено семейство камер Leica S[6]

2008: Представлена камера Panasonic LUMIX DMC-G1
2008: Заявлено о создании рабочей группы Metadata Working Group, которая займётся стандартизацией метаданных
2008: Nikon представила камеру Nikon D90
2008: Fujifilm представила технологию Finepix Real 3D System
2008: В выставке приняли участие 1579 компаний из 46 стран мира. Photokina посетило более 169000 человек из 161 страны мира
- 2010: Camcorder Sony NEX-VG10 mit E-Bajonett für Digitalkameraobjektive[9]

2010: Photokina проходила с 21 по 26 сентября. В выставке приняли участие 1251 компаний из 45 стран мира. Photokina посетило более 180000 человек из 160 стран мира
- 2012: В выставке приняли участие 1158 компаний из 41 страны мира. Photokina посетило более 185000 человек из 166 стран мира[11]

2012: Nikon представила камеру Nikon D600
2012: Canon представила камеры Canon EOS 6D, Canon EOS M, Canon PowerShot G15
2012: Panasonic представила камеру Panasonic Lumix GH3
- 2014: В выставке приняли участие более 185000 человек[13]

2014: Nikon представила камеру Nikon D750
2014: Canon представила камеру Canon EOS 7D Mark II
2014: Samsung представила камеру Samsung NX1
2014: Fujifilm представила камеру Fujifilm X100T
2014: Leica представила 8 новых камер, среди которых Leica S (Typ 007), Leica S-E (Typ 006), Leica X (Typ 113) и Leica X-E (Typ 102)
2014: компания Lytro представила камеру Lytro Illum с возможностью выбора зоны фокусировки после того, как был сделан снимок
- В 2016 году Photokina прошла с 20 по 25 сентября[13][обновить данные]
- В 2018 году Photokina прошла с 26 по 29 сентября[15]
- В 2020 году Photokina пройдёт с 27 по 30 мая

## Участники
Все главные мировые производители фототехники, такие как Leica, Canon, Nikon, Sony, Samsung, размещают свои стенды на Photokina.
В рамках лекций и презентаций выступают известные фотографы, изобретатели, руководители компаний.

## Конкуренты
- CP+ — международная выставка фото и видеооборудования Camera and Photo Imaging Show
- Фотофорум — российская выставка фотовидеооборудования, печатных технологий и аксессуаров

## Галерея

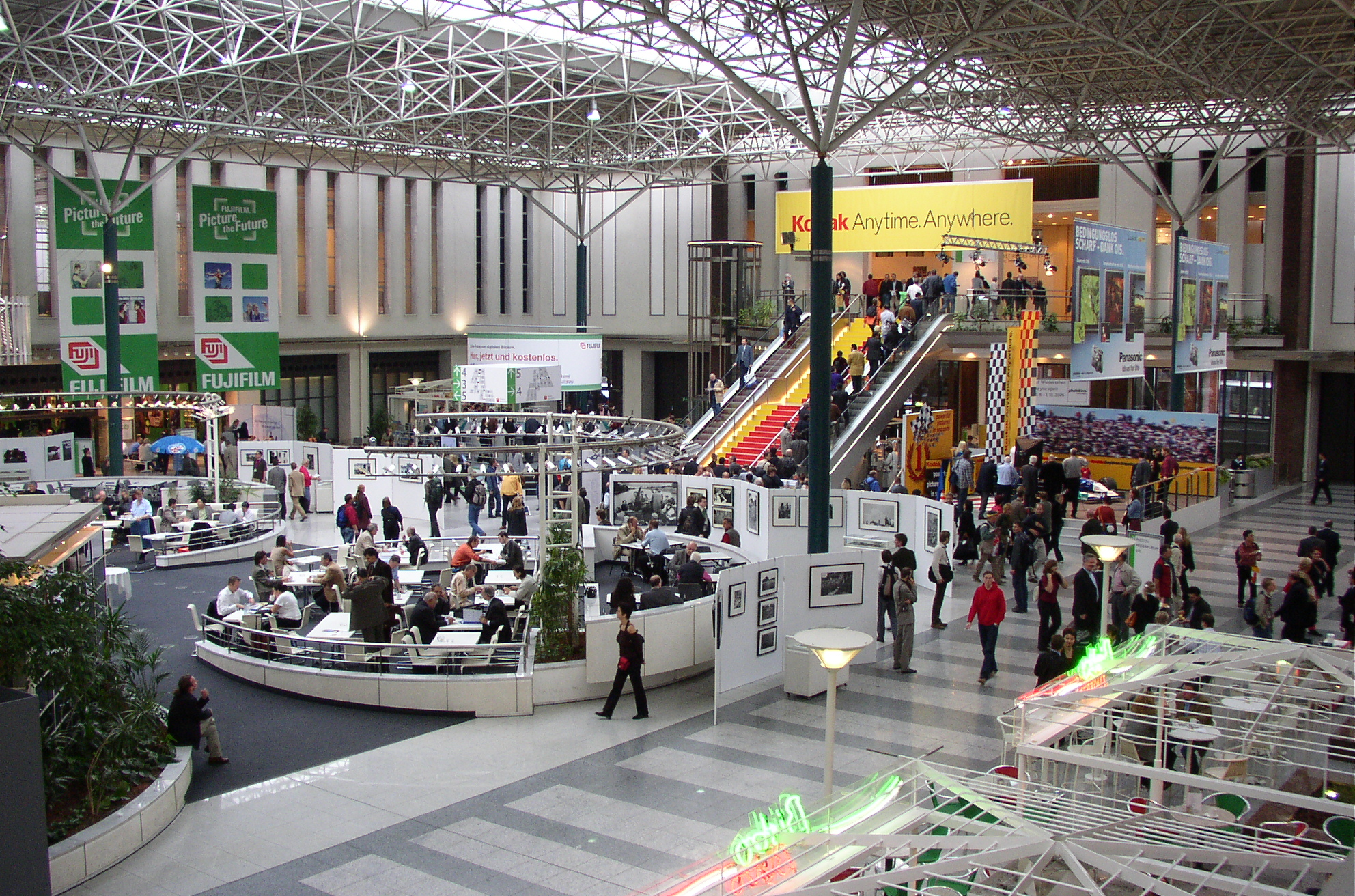
Photokina в 2004 году
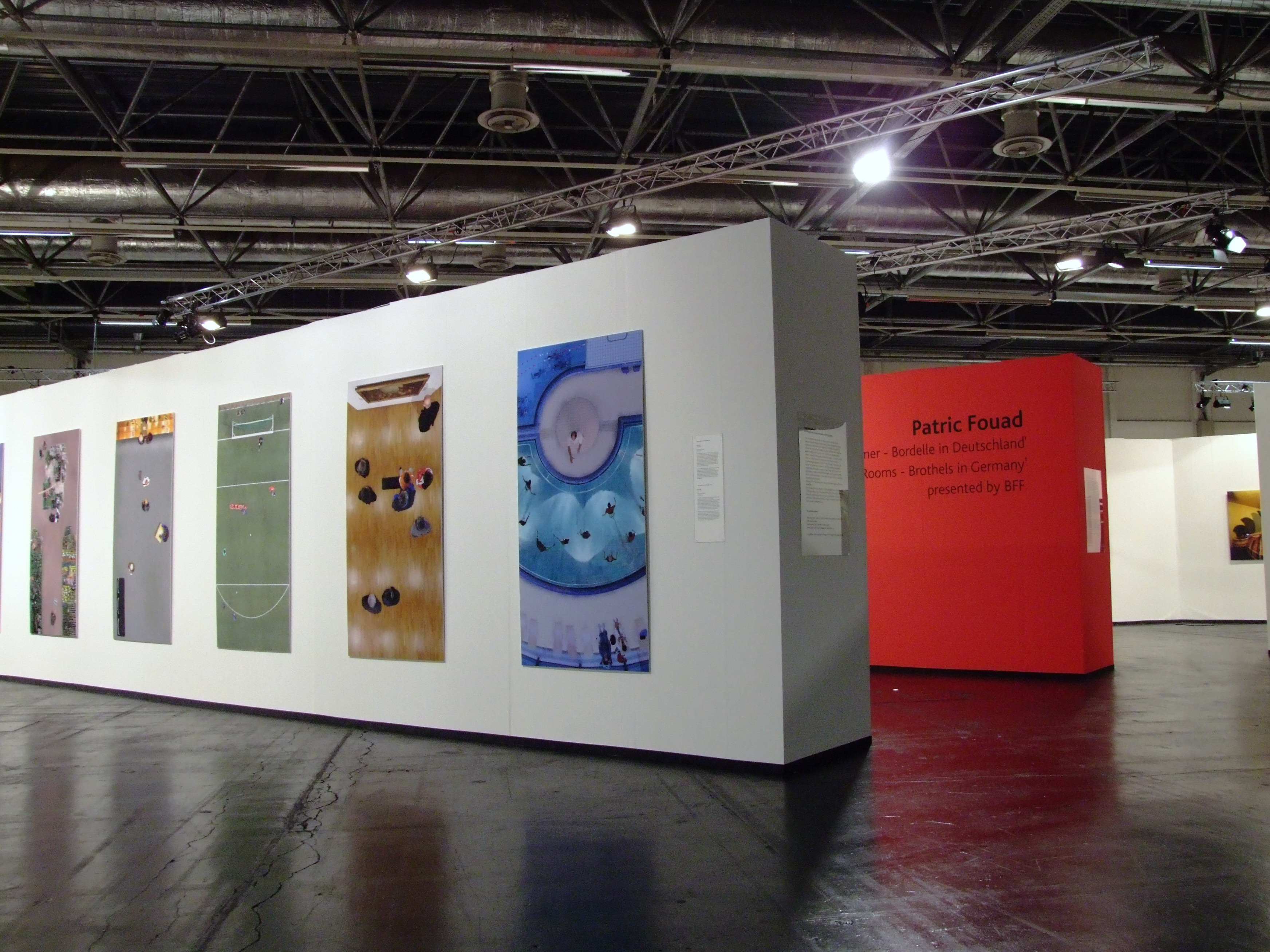
Photokina в 2006 году
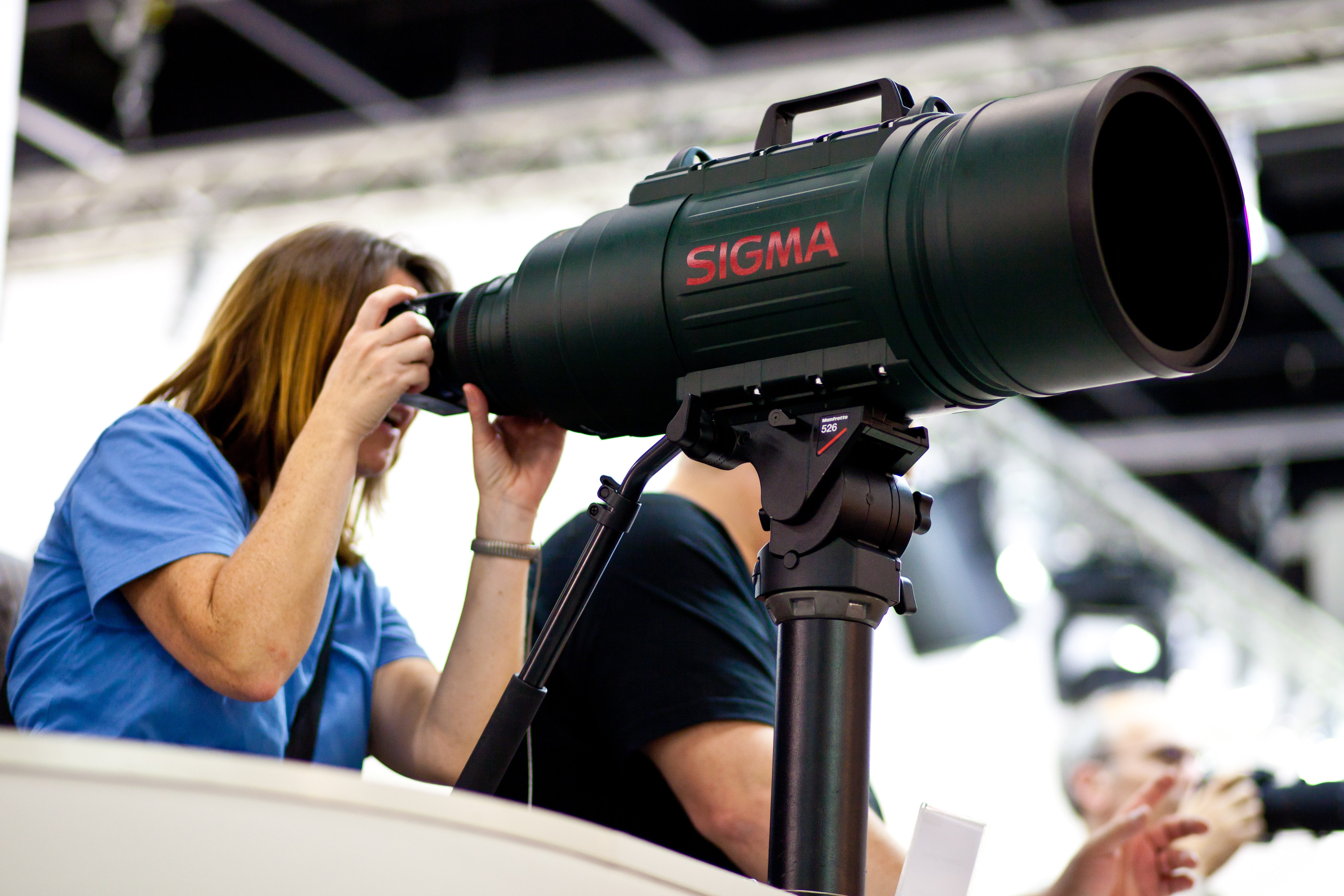
Стенд Sigma на Photokina 2010
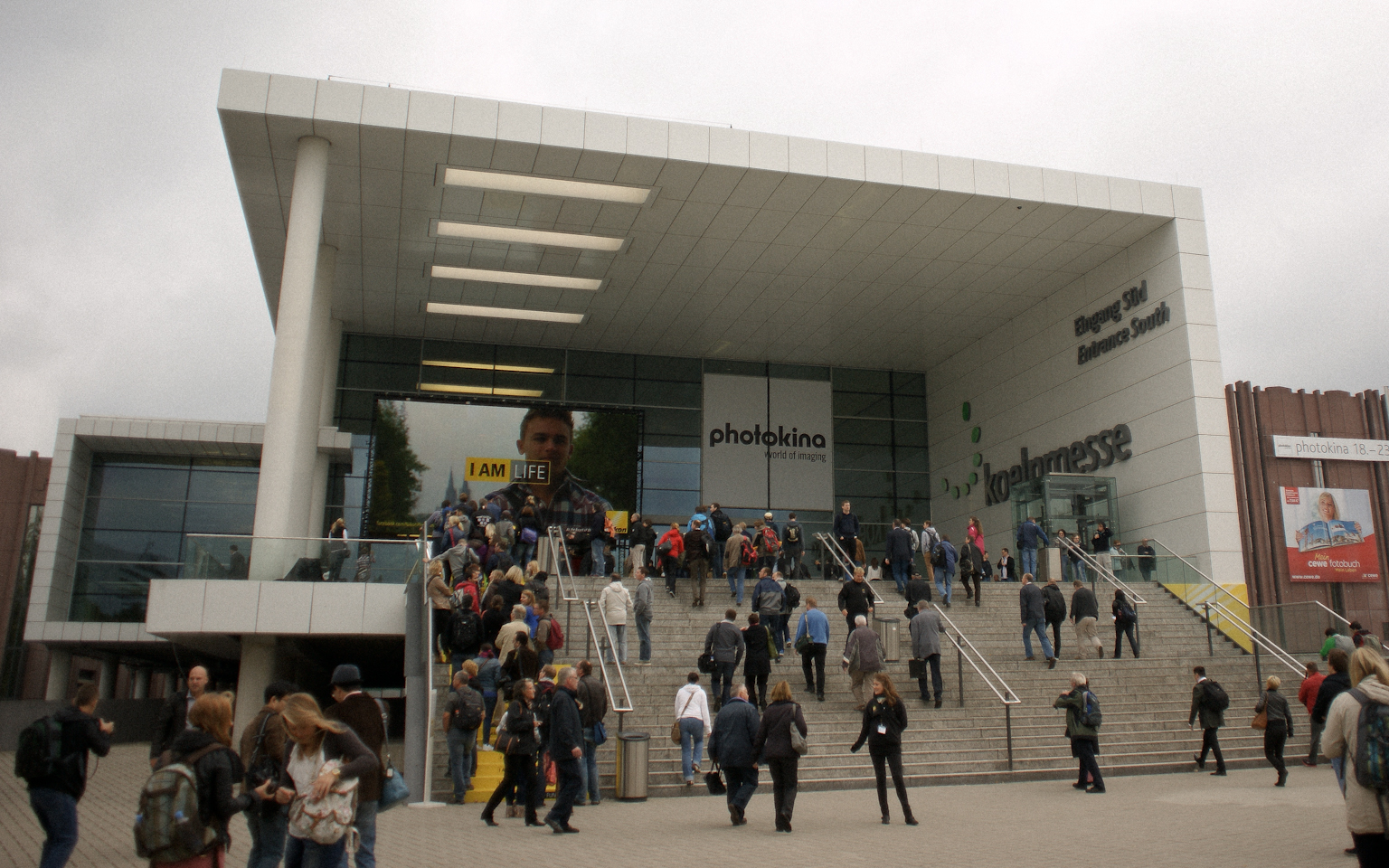
Вход на выставку Photokina 2012
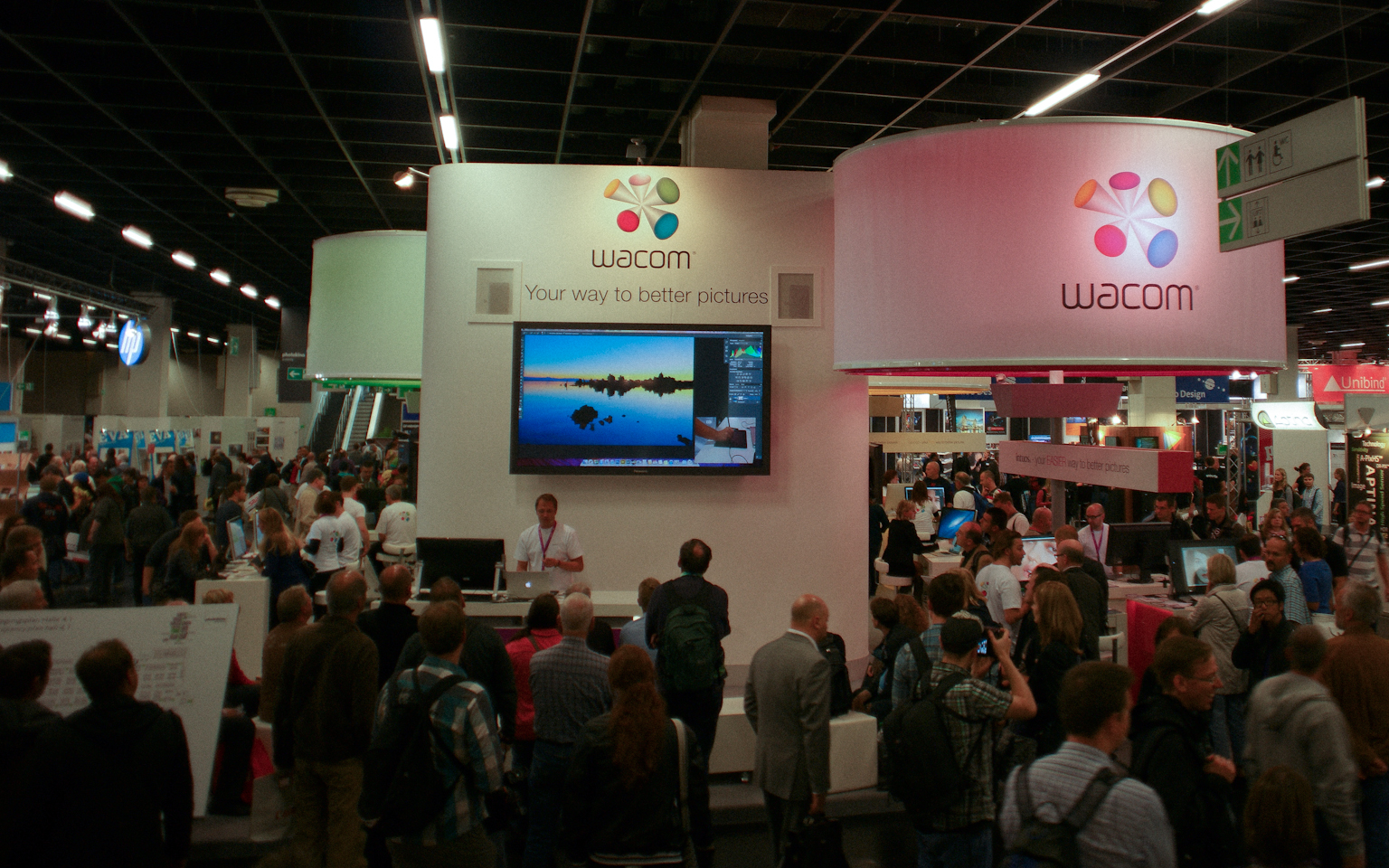
Стенд Wacom на Photokina 2012
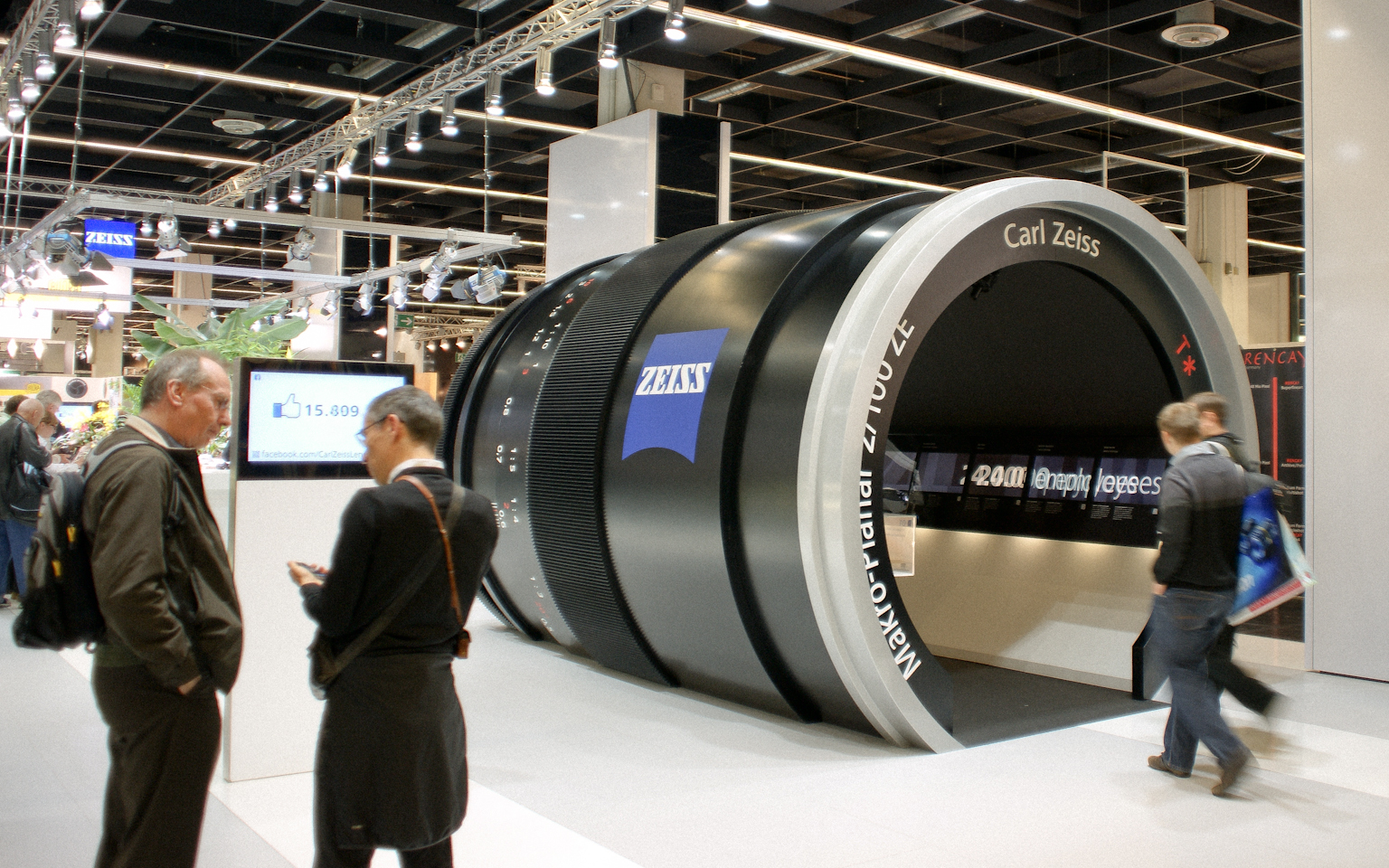
Стенд Zeiss на Photokina 2012